# Otto
Otto (Otto Group) — германский розничноторговый концерн, крупнейший в Европе в сегменте посылочной торговли.
Основан в августе 1949 года гамбургским бизнесменом Вернером Отто. В начале 1950 года вышел первый каталог — триста 14-страничных каталогов; в 1958 году тираж 200-страничного издания достиг 200 тыс., а к 1967 году число страниц превысило 800 при тираже в 1 млн экземпляров. В 1960 году главный офис фирмы переехал из района Шнельзен в Брамфельд (Гамбург).
С 2005 года основной каталог издается трижды в год, кроме него выпускаются специальные, охватывающие 130 тысяч наименований товаров; общий сезонный тираж всех 62 изданий — 109 млн экземпляров. В 2010 году журналу исполнилось 60 лет.